# Lijst van burgemeesters van Wester-Koggenland
Dit is een lijst van burgemeesters van de voormalige Nederlandse gemeente Wester-Koggenland. Op 1 januari 1979 ontstond deze gemeente bij de fusie van de gemeenten Avenhorn, Berkhout, Oudendijk en Ursem. Op 1 januari 2007 is die gemeente op haar beurt samengevoegd met Obdam tot de nieuwe gemeente Koggenland.
| Ambtsperiode | Naam burgemeester       | Partij of stroming | Bijzonderheden |
| ------------ | ----------------------- | ------------------ | -------------- |
| 1979 - 1987  | Jos (J.E.) Castenmiller | KVP / CDA          |                |
| 1988 - 2004  | Nico (N.) Groot         | CDA                |                |
| 2004 - 2007  | Leoni (L.) Sipkes       | GroenLinks         | waarnemend     |